# فرودگاه وارنرول
فرودگاه وارنرول  (به انگلیسی: Warnervale Airport) (به زبان بومی: Warnervale Aerodrome) یک فرودگاه همگانی   است که یک باند فرود سنگفرش دارد و طول باند آن ۹۷۰ متر است. این فرودگاه در شهر سنترال کست کشور استرالیا قرار دارد و در ارتفاع ۷٫۶ متری از سطح دریا واقع شده است.